# Bîstriivka, Rujîn
Bîstriivka (în ucraineană Бистріївка) este o comună în raionul Rujîn, regiunea Jîtomîr, Ucraina, formată numai din satul de reședință.

## Demografie
Componența lingvistică a comunei Bîstriivka
     Ucraineană (99,66%)
     Alte limbi (0,34%)
Conform recensământului din 2001, majoritatea populației comunei Bîstriivka era vorbitoare de ucraineană (99,66%), existând în minoritate și vorbitori de alte limbi.